# Nannodiplax rubra
Nannodiplax rubra là loài chuồn chuồn trong họ Libellulidae. Loài này được Brauer mô tả khoa học đầu tiên năm 1868. Chúng thuộc chi đơn loài Nannodiplax, thường xuất hiện ở Úc và New Guinea.